# Collegio uninominale Puglia - 02 (Camera dei deputati 2020)
Il collegio elettorale uninominale Puglia - 02 è un collegio elettorale uninominale della Repubblica Italiana per l'elezione della Camera dei deputati.

## Territorio
Come previsto dalla legge n. 51 del 27 maggio 2019, il collegio è stato definito tramite decreto legislativo all'interno della circoscrizione Puglia.
È formato dal territorio di 22 comuni della provincia di Foggia: Apricena, Cagnano Varano, Carpino, Cerignola, Ischitella, Isole Tremiti, Lesina, Manfredonia, Mattinata, Monte Sant'Angelo, Peschici, Poggio Imperiale, Rignano Garganico, Rodi Garganico, San Giovanni Rotondo, San Marco in Lamis, San Nicandro Garganico, Stornara, Stornarella, Vico del Gargano, Vieste e Zapponeta e di 3 comuni della provincia di Barletta-Andria-Trani: Canosa di Puglia, San Ferdinando di Puglia e Trinitapoli.
Il collegio è parte del collegio plurinominale Puglia - 01.

## Eletti
| Elezione | Elezione | Deputato        | Partito      |
| -------- | -------- | --------------- | ------------ |
|          | 2022     | Giandiego Gatta | Forza Italia |

## Dati elettorali

### XIX legislatura
Come previsto dalla legge elettorale, 147 deputati sono eletti con sistema a maggioranza relativa in altrettanti collegi uninominali a turno unico.
| Candidati                                 | Candidati                     | Voti    | %     | Liste                          | Voti    | %     |
| ----------------------------------------- | ----------------------------- | ------- | ----- | ------------------------------ | ------- | ----- |
|                                           | Giacomo Diego Gatta ✔️ Eletto | 49 800  | 39,88 | Fratelli d'Italia              | 24 014  | 19,23 |
| Forza Italia                              | Giacomo Diego Gatta ✔️ Eletto | 49 800  | 39,88 | 17 865                         | 14,31   |       |
| Lega per Salvini Premier                  | Giacomo Diego Gatta ✔️ Eletto | 49 800  | 39,88 | 6 916                          | 5,54    |       |
| Noi moderati/Lupi - Toti - Brugnaro - UDC | Giacomo Diego Gatta ✔️ Eletto | 49 800  | 39,88 | 1 005                          | 0,80    |       |
|                                           | Fabrizio Marrazzo             | 42 249  | 33,83 | Movimento 5 Stelle             | 42 249  | 33,83 |
|                                           | Raffaele Piemontese           | 25 783  | 20,65 | Partito Democratico-IDP        | 20 732  | 16,60 |
| +Europa                                   | Raffaele Piemontese           | 25 783  | 20,65 | 2 771                          | 2,22    |       |
| Alleanza Verdi e Sinistra                 | Raffaele Piemontese           | 25 783  | 20,65 | 1 569                          | 1,26    |       |
| Impegno Civico - Centro Democratico       | Raffaele Piemontese           | 25 783  | 20,65 | 711                            | 0,57    |       |
|                                           | Chiara D'Errico               | 3 521   | 2,82  | Azione - Italia Viva - Calenda | 3 521   | 2,82  |
|                                           | Francesco Ferraro             | 1 465   | 1,17  | Italexit                       | 1 465   | 1,17  |
|                                           | Michele Del Sordo             | 1 100   | 0,88  | Unione Popolare                | 1 100   | 0,88  |
|                                           | Anna Chiara Fraccacreta       | 953     | 0,76  | Italia Sovrana e Popolare      | 953     | 0,76  |
| Totale                                    | Totale                        | 124 871 | 100   |                                | 124 871 | 100   |
|                                           |                               |         |       |                                |         |       |
| Schede bianche                            | Schede bianche                | 1 606   | 1,24  |                                |         |       |
| Schede nulle                              | Schede nulle                  | 2 973   | 2,30  |                                |         |       |
| Votanti                                   | Votanti                       | 129 450 | 50,68 |                                |         |       |
| Elettori                                  | Elettori                      | 255 435 |       |                                |         |       |